# Olympique Gymnaste Club de Nice 1954-1955
Questa voce raccoglie le informazioni riguardanti l'Olympique Gymnaste Club de Nice nelle competizioni ufficiali della stagione 1954-1955.

## Maglie
| Manica sinistra · Manica sinistra · Maglietta · Maglietta · Manica destra · Manica destra · Pantaloncini · Calzettoni |

## Rosa
| N. |                      | Ruolo | Calciatore         |
| -- | -------------------- | ----- | ------------------ |
|    | Francia (bandiera)   | P     | Babkin Hairabedian |
|    | Francia (bandiera)   | D     | Mokhtar Ben Nacef  |
|    | Argentina (bandiera) | D     | Pancho González    |
|    | Francia (bandiera)   | D     | Guy Huguet         |
|    | Francia (bandiera)   | D     | Alphonse Martinez  |
|    | Francia (bandiera)   | D     | Basile Mugnaini    |
|    | Francia (bandiera)   | D     | Aleardo Nani       |
|    | Francia (bandiera)   | D     | Guy Poitevin       |
|    | Francia (bandiera)   | C     | Omar Ben Driss     |
|    | Brasile (bandiera)   | C     | Brandãozinho II    |

| N. |                        | Ruolo | Calciatore          |
| -- | ---------------------- | ----- | ------------------- |
|    | Argentina (bandiera)   | C     | Luis Carniglia      |
|    | Francia (bandiera)     | C     | Antoine Cuissard    |
|    | Francia (bandiera)     | C     | François Milazzo    |
|    | Francia (bandiera)     | C     | René Polo           |
|    | Ungheria (bandiera)    | C     | Joseph Ujlaki       |
|    | Francia (bandiera)     | A     | Mohamed Abderrazack |
|    | Argentina (bandiera)   | A     | Ruben Bravo         |
|    | Francia (bandiera)     | A     | Georges Cesari      |
|    | Francia (bandiera)     | A     | Just Fontaine       |
|    | Lussemburgo (bandiera) | A     | Vic Nurenberg       |